# Morizès
Morizès es una comuna francesa situada en el departamento de Gironda, en la región Nueva Aquitania.

## Demografía
| 534 | 542 | 514 | 508 | 505 | 507 | 547 |
| Para los censos de 1962 a 1999 la población legal corresponde a la población sin duplicidades (Fuente: INSEE [Consultar]) |     |     |     |     |     |     |